# Shane McMahon
Shane McMahon (sinh ngày 15 tháng 1 năm 1970) là con trai trưởng của Vince McMahon, là Phó Ban Điều hành về Truyền thông Toàn cầu và là người đại diện SmackDown. Anh cũng là một đô vật khi cần thiết trong các cốt truyện thù hận giữa gia đình McMahon với một đô vật trong công ty và anh cũng đã có một vài kịch bản cho anh đối đầu với người cha Mr. McMahon.

## Trong đô vật
- Finishing moves
  - Coast to Coast (Corner-to-corner front missile dropkick, usually driving a garbage can into the face of the opponent)
  - Leap of Faith (Diving elbow drop, sometimes to the outside of the ring)[1][2]
- Signature moves
  - Boston crab
  - Bronco buster – parodied from X-Pac
  - Camel clutch
  - Elbow drop
  - Float-over DDT
  - Inverted facelock neckbreaker
  - Low blow
  - Shane O' Shuffle (Three left-handed jabs followed by a right-handed punch)[1] – parodied from Rocky Johnson
  - Sharpshooter
  - Shooting star press, sometimes with a chair in the opponent's body or chest
- Wrestlers managed
  - The Rock
  - Mean Street Posse (Joey Abs, Pete Gas và Rodney)
  - Big Show
  - Edge and Christian
  - Chris Benoit
  - Kurt Angle
  - Booker T
  - Umaga
- Nicknames
  - "Shane-O-Mac"[2][3]
  - "The Boy Wonder"[4]
  - "Simba"
  - "The Crown Prince (of WWE)" [5]
  - "The Demon Seed"
  - "The Giant Killer"
  - "The Prodigal Son"
- Entrance themes
  - "P.M.S. (Pretty Mean Sistas)" by Jim Johnston (ngày 2 tháng 8 năm 1998; used for debut as Sunday Night Heat commentator)
  - "Production Music - Techno" (1998–99)
  - "Brawl for All" by Jim Johnston (ngày 21 tháng 12 năm 1998; used for his debut match)
  - "No Chance in Hell" by Jim Johnston (1999–2001; used while a part of The Corporation)
  - "Corporate Ministry" by Jim Johnston (1999; used as leader of the Corporate Ministry)
  - "Here Comes the Money" by Naughty by Nature (ngày 29 tháng 4 năm 2001–nay)

## Các chức vô địch và danh hiệu
- Pro Wrestling Illustrated
  - Feud of the Year (2001) vs. Vince McMahon
  - Rookie of the Year (1999)1[6]
  - PWI ranked him No. 245 of the 500 top singles wrestlers in the PWI 500 in 1999[7]
- World Wrestling Federation
  - WWF European Championship (1 time)[8]
  - WWF Hardcore Championship (1 time)[9]
- Wrestling Observer Newsletter
  - Worst Feud of the Year (2006) with Vince McMahon vs. D-Generation X (Shawn Michaels và Triple H)
- World Wrestling Entertainment
- WWE Smackdown! Tag Team Championship

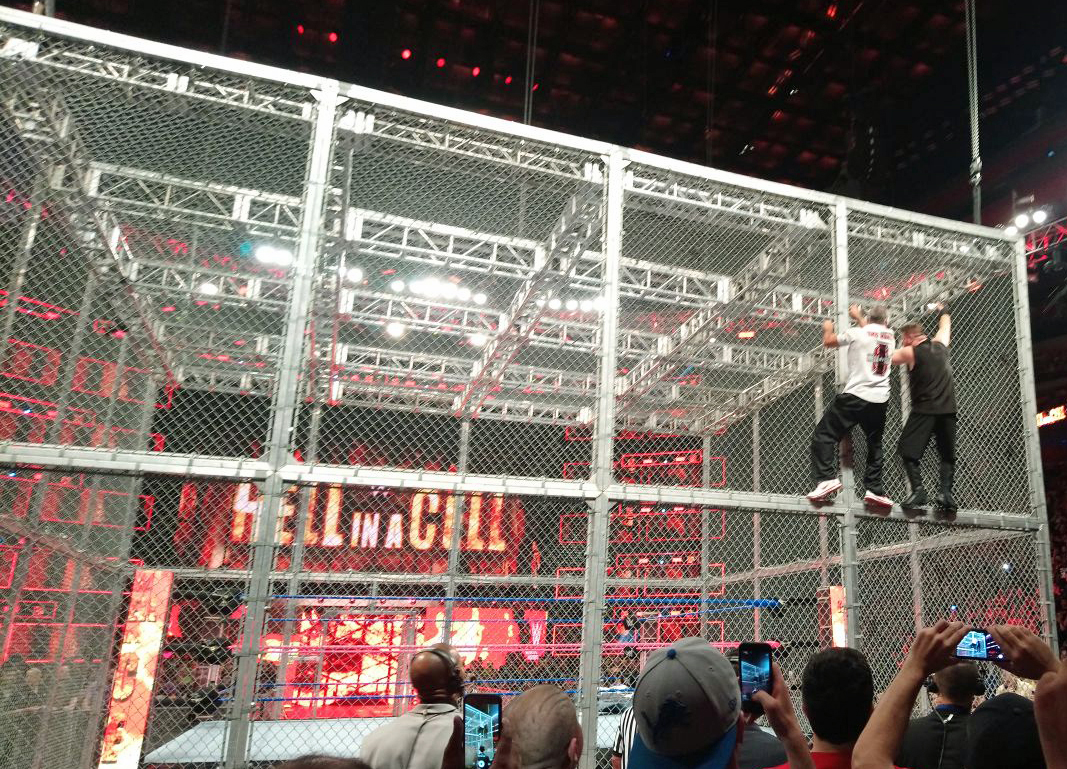
Shane McMahon vs Kevin Owen Hell in a Cell 2017

1McMahon refused the award, stating "These are for the boys, not me".

## Các danh hiệu nghề nghiệp
- 1989–1990s – WWF referee[1]
- 1993 – WWF's television production, sales, marketing, and international business development divisions[10]
- 1998 – Helped form the company's digital media department and launched WWF.com (now known as WWE.com), a site that has more than fifteen million visitors a month[10]
- 2003–2010 – Executive Vice President of WWE Global Media, overseeing international TV distribution, live event bookings, digital media, consumer products and publishing[10]
- 2010–nay – Chairman and principal executive officer of YOU on Demand Holdings, Inc. (Formerly China Broadband Inc.); was also Chief Executive Officer before relinquishing the position in July 2013